# Aristofusus couei
Aristofusus couei is een slakkensoort uit de familie van de Fasciolariidae. De wetenschappelijke naam van de soort werd in 1853 voor het eerst geldig gepubliceerd door S. Petit de la Saussaye.